# یوایچی کامیمارون
یوایچی کامیمارون (ژاپنی: 神丸 洋一؛ زادهٔ ۳۰ ژوئن ۱۹۸۴) یک بازیکن فوتبال اهل ژاپن است.
از باشگاه‌هایی که در آن بازی کرده‌است می‌توان به باشگاه فوتبال اهیمه اشاره کرد.